# Sheridan (Michigan)
Sheridan é uma vila localizada no estado americano de Michigan, no Condado de Montcalm.

## Demografia
Segundo o censo americano de 2000, a sua população era de 705 habitantes.
Em 2006, foi estimada uma população de 711, um aumento de 6 (0.9%).

## Geografia
De acordo com o United States Census Bureau tem uma área de
2,5 km², dos quais 2,4 km² cobertos por terra e 0,1 km² cobertos por água. Sheridan localiza-se a aproximadamente 259 m acima do nível do mar.

## Localidades na vizinhança
O diagrama seguinte representa as localidades num raio de 20 km ao redor de Sheridan.